# 酢酸ブチル
酢酸ブチル（さくさんブチル、butyl acetate、酢酸 n-ブチル）はラッカーの製造などに用いられる化学物質である。

## 特徴
バナナ様の甘い芳香を持つ無色の液体で、多くの果物に微量芳香成分として含まれ、他の物質と組み合わさって特徴的な香りを作っている。例えばリンゴ、特にレッド・デリシャスの香りの一部はこの物質である。他に酢酸イソブチル、酢酸tert-ブチル、酢酸sec-ブチルの3種類の構造異性体を持つ。

## 用途
香料（食品添加）
- キャンディ、アイスクリーム、チーズなどに果物の香りを付ける物質を製造する原料として使われる。

香料以外
- 溶剤（溶媒）や中間原料として、塗料の希釈、硝酸繊維素原料、人造真珠用塗料、天然ゴム、医薬品、接着剤などの製造などにも使用される。OECDに報告されている1999年における生産量は1万トン以上である[6]。

## 製造方法
硫酸触媒の存在下にて、酢酸とn-ブタノールから酢酸ブチルを合成し、脱低沸蒸留後、脱高沸蒸留する。

## 安全性
日本の消防法では危険物第4類・第2石油類に分類される。動物実験での半数致死量（LD50）は、ラットへの経口投与で14g/kg、ウサギへの経皮投与で5g/kg以上。